# Tachydromia mediasiatica
Tachydromia mediasiatica är en tvåvingeart som beskrevs av Igor Shamshev och Chvala 2001. Tachydromia mediasiatica ingår i släktet Tachydromia och familjen puckeldansflugor.
Artens utbredningsområde är Uzbekistan. Inga underarter finns listade i Catalogue of Life.